# Margaret Hobbs
Pour les articles homonymes, voir Hobbs.
Margaret Frances Hobbs (née Jackson) (15 mars 1909-14 août 1997) est une femme politique canadienne de la Colombie-Britannique. Elle est députée provinciale néo-démocrate de la circonscription britanno-colombienne de Revelstoke de 1962 à 1963.

## Biographie
Née à Berwick dans North Stormont en Ontario, Hobbs travaille comme éducatrice au Manitoba. Elle marie George Hobbs et le couple réside en Colombie-Britannique. Élu député, Hobbs meurt en fonction et elle parvient à conserver le siège pour les Néo-démocrates lors de l'élection partielle en 1962. Elle est défaite lorsqu'elle tente d'être réélue en 1963.
Vivant initialement à Revelstoke, elle s'installe ensuite à Victoria où elle décède à l'âge de 88 ans en 1997,.